# Platysepalum
Platysepalum Welwitsch ex J. G. Baker – rodzaj roślin z rodziny bobowatych (Fabaceae). Według The Plant List obejmuje co najmniej 12 gatunków. 

## Systematyka
Pozycja według APweb (aktualizowany system APG IV z 2016)
Jeden z rodzajów plemienia Millettieae z podrodziny bobowatych właściwych (Faboideae) z rodziny bobowatych (Fabaceae) należącej do rzędu bobowców (Fabales) reprezentującego dwuliścienne właściwe.
Wykaz gatunków
| - Platysepalum chevalieri Harms - Platysepalum chrysophyllum Hauman - Platysepalum cuspidatum Taub. - Platysepalum ferrugineum Taub. - Platysepalum hirsutum (Dunn) Hepper - Platysepalum hypoleucum Taub. | - Platysepalum inopinatum Harms - Platysepalum poggei Taub. - Platysepalum pulchrum Hauman - Platysepalum scaberulum Harms - Platysepalum vanderystii De Wild. - Platysepalum violaceum Baker |